# Happenstance
Happenstance – debiutancki album amerykańskiej wokalistki Rachael Yamagata, wydany nakładem wytwórni BMG. Album wydano 8 czerwca 2004 roku w Stanach Zjednoczonych, a 16 maja 2005 w Anglii i Europie. Trzy miesiące po premierze w Stanach Zjednoczonych w Japonii została wydana limitowana edycja zawierająca dwa bonusowe nagrania.
Do 17 sierpnia 2007 roku album sprzedał się w ilości 143.000 kopii.
Za produkcję albumu odpowiada John Alagia (John Mayers, Dave Matthews Band), z wyjątkiem dwóch numerów: „Paper Doll” (produkcja: Kevin Salem), oraz „Collide” (produkcja: Doug McBride).

## Lista utworów

### Stany Zjednoczone i Anglia
1. "Be Be Your Love" (Rachael Yamagata i John Alagia) – 4:12
2. "Letter Read" (Rachael Yamagata) – 3:44
3. "Worn Me Down" (Rachael Yamagata) – 3:42
4. "Paper Doll" (Rachael Yamagata i Kevin Salem)
5. "I'll Find a Way" (Rachael Yamagata) – 5:14
6. "1963" (Rachael Yamagata i Mark Batson) – 4:02
7. "Under My Skin" (Rachael Yamagata) – 4:11
8. "Meet Me by the Water" (Rachael Yamagata) – 3:58
9. "Even So" (Rachael Yamagata) – 4:18
10. "I Want You" (Rachael Yamagata i Dan Wilson) – 2:56
11. "Reason Why" (Rachael Yamagata) – 5:06
12. "Moments with Oliver" [instrumental] (Rachael Yamagata) – 1:02
13. "Quiet" (Rachael Yamagata) – 5:02
14. "Ode To..." [unlisted track] (Rachael Yamagata) – 5:47

### Limitowana Edycja Japońska
1. "Be Be Your Love" – 4:12
2. "Worn Me Down" – 3:42
3. "Letter Read" – 3:44
4. "Collide" [bonusowe nagranie, wcześniej wydane na EP’ce z 2003 roku] (Rachael Yamagata) – 5:02
5. "Paper Doll" – 5:15
6. "Moments with Oliver" – 1:02
7. "Quiet" – 5:02
8. "Under My Skin" – 4:11
9. "1963" – 4:02
10. "Edith" [bonusowe nagranie] (Rachael Yamagata) – 7:01
11. "Even So" – 4:18
12. "Meet Me by the Water" – 3:58
13. "I Want You" – 2:56
14. "I'll Find a Way" – 5:14
15. "Reason Why" – 5:06
16. "Ode To..." – 5:47

## Japan 2005 Tour Sampler
Japan 2005 Tour Sampler – jest to EP'ka wydana przez RCA Victor w 2005 roku w Japonii.

### Lista utworów
1. "Worn me Down" (Wersja z albumu Happenstance)
2. "1963" (Wersja z albumu Happenstance)
3. "Be your Love" (Wersja z albumu Happenstance)
4. "The Reason Why" (Wersja koncertowa z Live at the Loft & More)
5. "Be your Love" (Wersja koncertowa z Live at the Loft & More)

## Notowania

### Album
| Year | Chart                  | Position |
| ---- | ---------------------- | -------- |
| 2004 | Top Heatseekers (U.S.) | 17       |

### Single
| Title          | Chart                          | Position |
| -------------- | ------------------------------ | -------- |
| "Worn Me Down" | Hot Adult Top 40 Tracks (U.S.) | 39       |
| "Letter Read"  |                                |          |
| "1963"         | (Japan)                        |          |